# Абдель Кадер Бенсалах
Абдель Кадер Бенсалах (24 листопада 1941 , Fellaoucened, Тлемсен  — 22 вересня 2021 , Aïn Naadja Military Hospitald ) — алжирський державний і політичний діяч, з 2 квітня до 19 грудня 2019 року виконував обов'язки президента Алжира, голова Ради нації з 2 липня 2002 року.

## Біографія
- З 1970 по 1974 директор Алжирського центру медіа і культури у Бейруті.
- З 1974 по 1977 редактор алжирської газети El Chaab.
- З 3 січня 2013 по 10 червня 2015 генсек Національно-демократичного об'єднання.
- З 1989 по 1993 посол Алжиру у Саудівській Аравії і у Організації ісламського співробітництва.
- У 1993 офіційний медіапредставник МЗС Алжиру і директор відділу інформації.
- З 1997 по 2002 спікер Національної народної асамблеї Алжиру.
- З 2 липня 2002 спікер Ради нації.
- З 30 листопада 2004 голова Африканського парламентського союзу.

У разі недієздатності президента, голова верхньої палати парламенту Бенсалах повинен тимчасово очолити державу, згідно статі 102 Конституції Алжиру. До цього закликали ряд політичних, державних і воєнних діячів під час протестних акцій 2019 року. Що і відбулося увечері 2 квітня 2019 року, після відставки президента Бутефліка.